# Giarratana
Giarratana er en italiensk by (og kommune) i regionen Sicilien i Italien, med omkring 2.830(2023) indbyggere.  